# هاوساستوک
هاوساستوک (به لاتین: Hausstock) یک کوه در سوئیس است که در کانتون گراوبوندن واقع شده‌است. هاوساستوک ۳٬۱۵۸ متر بالاتر از سطح دریا واقع شده‌است.